# Flatoidessa turbata
Flatoidessa turbata är en insektsart som först beskrevs av Melichar 1902.  Flatoidessa turbata ingår i släktet Flatoidessa och familjen Flatidae. Inga underarter finns listade i Catalogue of Life.